# 張遇賢
張遇賢（？—943年）。循州博罗（今广东博罗）人，五代十国时岭南农民起义首领。
原是博罗县胥吏，因南汉殇帝刘玢暴虐，民众起义，光天元年（942年）七月，义军以張遇賢为首领。張遇賢自称中天八国王，年号永乐，由黄伯雄为副，以曾景全为谋主。攻破循州，众至十余万，起义军都穿红衣，人称“赤军子”。次年越南岭，在南唐境内虔州（今江西赣州），连克数县，在白云洞建造宫室营署。刚刚即位的南唐中主李璟派边镐、严恩镇压。943年十月，為其部將李台所執降南唐。張遇賢被送到金陵后被杀。